# Venancio Gombau Santos
Venancio Gombau Santos (Cabanillas de la Sierra, 1 d'abril de 1861 - Salamanca, 11 d'agost de 1929) fou un fotògraf espanyol de la darreria del segle xix i començament del XX. Llegà una gran col·lecció fotogràfica documental de la ciutat de Salamanca, dels pobles de la província i els seus habitants. Començà com a reporter, i després fou un gran retratista. A les acaballes del segle xix adquirí un gran prestigi entre l'elit intel·lectual salmantina, arribà a ser el fotògraf més famós de la província, i gràcies a això va poder retratar moltes personalitats de l'època.

## Biografia
Nascut en el si d'una família pertanyent a una gran saga de fotògrafs, el 1880, als dinou anys, s'inicià com a aprenent en l'estudi madrileny del seu oncle, també Venancio Gombau de nom. Després anà a Salamanca, on treballà d'auxiliar de fotògraf en l'estudi del seu cunyat, José Oliván, i a la mort d'aquest continuà amb la seua germana com a «Viuda de Oliván y hermano». El 1904, amb quaranta-tres anys, obrí el seu propi estudi en el número 18 del carrer Prior i començà de treballar de manera independent. A més d'aquest estudi, gràcies a la fama que havia assolit a Salamanca pogué obrir sucursals a Peñaranda de Bracamonte i a Ciudad Rodrigo, i així pogué fotografiar quasi tot el que s'esdevingué en aquella província durant aquells anys. Per aquesta època treballà de corresponsal gràfic per a diverses publicacions il·lustrades de Madrid, entre les quals les revistes Nuevo Mundo, La Ilustración Española y Americana, El Teatro, La Esfera, Mundo Gráfico i Blanco y Negro, i es relacionà amb fotògrafs de la talla de José Campúa i Alejandro Merletti. Feu també amistat amb Miguel de Unamuno, al qual retratà uns quants centenars de vegades entre 1903 i 1913. De les altres celebritats del món universitari, cultural, artístic i festiu que es feien retratar per ell, són a destacar el torero Juan Belmonte i el pintor Joaquim Sorolla. A la seua mort, el seu estudi fotogràfic passà a ser dirigit pels seus fills Amalio i Guzmán, ambdós també fotògrafs.

## Obra

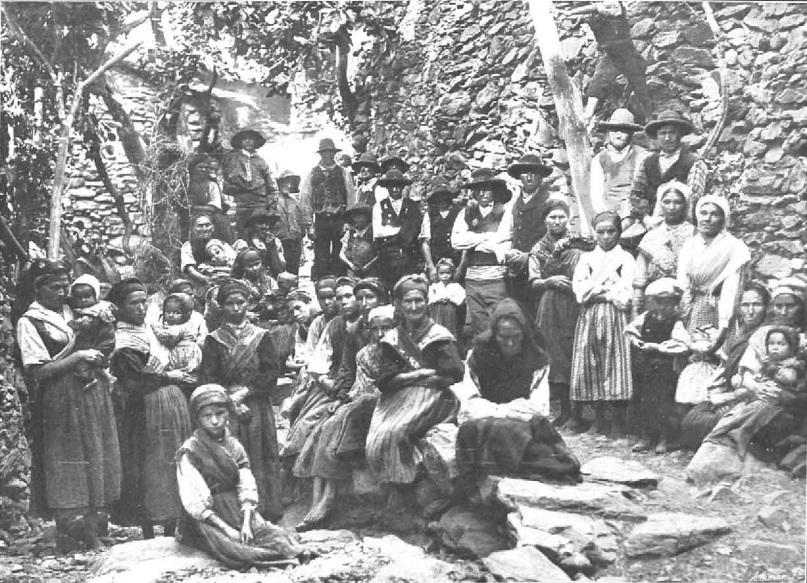
Grup d'hurdans, fotografia de Gombau publicada en La Ilustración Española y Americana el 1908.

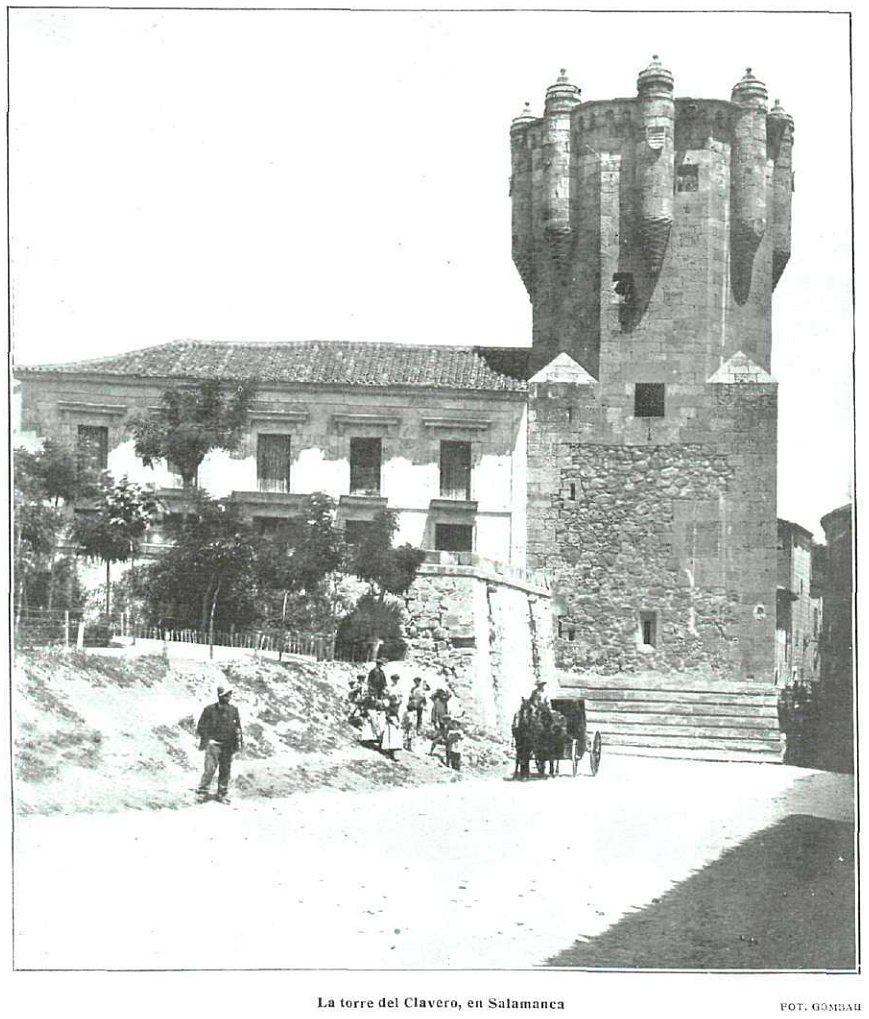
Fotografia de la torre del Clavero de Salamanca, per Venancio Gombau, publicada en La Esfera el 1915.

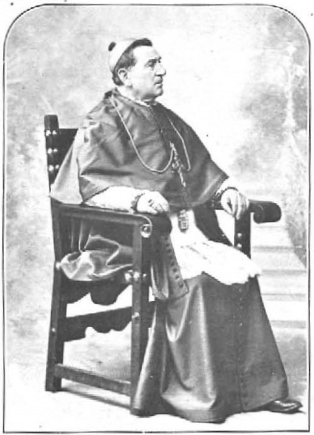
Retrat de Francisco Jarrín y Moro, bisbe de Plasència, per Gombau, en La Ilustración Española y Americana, 1908.

Gombau cultivà el retrat, la fotografia documental, el reportatge i el format de postal. Com a documentalista, són rellevants les seues fotografies fetes a Mogarraz, província de Salamanca, el 1908, amb imatges de gran valor antropològic de les festes i tradicions, de la vida retirada dels monjos de Las Batuecas, de tipus populars, com ara el caçador de llops Juan Bravo envoltat d'un grup de xiquets, etc., que serviren per a il·lustrar el llibre Por la España desconocida, publicat el 1911 com a suplement de La Ilustración Española y Americana. La regió de Las Hurdes fou també una font d'inspiració per als seus reportatges; molt abans que Luis Buñuel, Gombau ja havia recorregut aquelles terres fotografiant multitud d'escenes impactants, i havia realitzat un documental de la zona el 1911.
La seua obra està repartida en diversos fons. D'una bona part n'és propietària la família del fotògraf José de la Parra, una altra part està dipositada en la Filmoteca de Castilla y León, n'hi ha també en l'Arxiu Joan Maragall, pertanyent a la Biblioteca de Catalunya, i moltes fotografies d'Unamuno es troben en la casa museu del filòsof a Salamanca.